# Webster, New York
Webster är en ort i Monroe County i delstaten New York, USA.